# 命令与征服：泰伯利亚之日
《命令与征服：泰伯利亚之日》是一款由Westwood开发、艺电发行的即时战略游戏，属于終極動員令系列，其资料片《終極動員令：泰伯倫之日：火線風暴》于2000年2月29日发布。
《命令与征服：泰伯倫之日》是《命令与征服》的续作。《泰伯倫之日》采用了WestwoodMegaVoxel技术新开发的的引擎，比起经典《命令与征服》与其衍生品（红色警戒，沙丘2000）能提供更精准的操作和更逼真的物理和图像效果，能表现如起伏地形，结冰水面，离子风暴，树木着火，漂浮毒烟等战场环境。稍加修改优化的该游戏引擎之后被应用于《红色警戒2》。

## 主线剧情

### 本传梗概
本作故事发生在距前作《命令与征服》近30年后的2030年，整个世界因极其严重泰伯利亚的污染，生态面临全面崩溃，地球多数地区变成贫瘠的沙漠或冰冻苔原，而多数国家政府全面瘫痪或名存实亡，急剧减少的人口生活在基础设施甚为糟糕的城市废墟中。一小部分人由于基因特殊加之泰伯利亚辐射暴露，身体发生了独特变异，这些人组成了自卫性质的“被遗忘者”组织。在如此恶劣的自然和社会条件下，宿敌GDI和Nod仍然在全球各地零星战斗。随着凯恩出人意料的“复活”，新的世界大战一触即发。
本作GDI和Nod两套战役主线有许多共通的情节道具，比如外星飞船，塔西佗和改变世界飞弹之类。两套战役尤其是前半部分的情节，并不具有排他性，可视为互相补充，不过结局走向完全不同。

#### GDI故事线
GDI的军事领袖詹姆斯·所罗门将军（前作GDI指揮官）收到了被认为早已死亡的凯恩的通讯。意识到情况危急，他马上召回进行训练任务的杰出指挥官迈克尔·麦克尼尔。迈克尔平息了Nod在美国多地发起的攻势，并疏散了平民。
随后麦克尼尔收到情报，在美墨边境发现了坠毁的外星飞船。麦克尼尔派兵阻止了Nod破坏飞船的企图，并亲自进入飞船调查，他撞到了前来调查的女性变异人乌玛贡。在短暂的交手后选与乌玛贡联手。作为交换，GDI会协助救援变异人领袖特拉托斯，而乌玛贡会透露飞船“主人” - Nod将军维迦的情报。在GDI配合下，变种人突击小组成功解救了特拉托斯，后者称凯恩已经获得了塔西佗，一件来自外星的远古遗迹，据信此物藏有关于泰伯利亚矿的终极奥秘。为了得到塔西佗，麦克尼尔对维迦的基地发起强攻。维迦向凯恩求援，等来的却是凯恩要将他灭口的原子弹。维迦自知大限已到，通过服食过量毒品自杀。麦克尼尔发现这一情况为时已晚，并没有套出任何有效情报，只好及时逃出才幸免于难。
所罗门通知麦克尼尔，Nod已经攻陷了欧洲并占领了哈默菲斯特，而麦克尼尔的弟弟杰克正是驻守在那里。收复哈默菲斯特之后，凯恩希望以此从心理上击垮迈克尔，告诉他杰克已经被Nod杀害了。然而迈克尔忍住悲痛，仍然完成了夺回被盗“音波水晶”的任务。此时，EVA已经分析出凯恩的“泰伯利亚之日”计划就是通过塔西佗技术制成“改变世界导弹”使全球泰伯利亚化。特拉托斯非常内疚，感到自己是人类的叛徒，因为是他的破译工作让凯恩掌握了导弹的关键技术，并希望GDI阻止凯恩。所罗门要求麦克尼尔先摧毁威胁欧洲的战术化学导弹工厂，而乌玛贡则希望麦克尼尔救出她的同胞。时间和资源极其紧张，麦克尼尔面临两难抉择，但还是尽其所能的帮助了变种人。变种人报答性的破坏行动有效支持了GDI对西德汉堡的化学导弹工厂的攻势。
GDI的指挥舰科迪亚克号遭到了Nod新式战机的袭击，经调查这些飞机也是利用外星科技制成的，这无疑对GDI是巨大的威胁。乌玛贡主动请命要去捣毁位于巴尔干的战机工厂。虽然行动成功，乌玛贡却不幸被俘，她的战友“魔鬼破坏者”侥幸逃脱并汇报了这一情况。麦克尼尔对乌玛贡已是“患难生情”，急于去援救。然而所罗门认为关乎全球生灵的“改变世界飞弹”远比乌玛贡更为重要，这让麦克尼尔非常生气，不过还是执行了命令，亲自带兵对Nod开罗基地进行总攻。时间紧任务急，麦克尼尔还是圆满完成了任务，他突入凯恩所在的“新金字塔”，发现凯恩正把乌玛贡劫持为肉盾。凭借机智和搏斗技巧，麦克尼尔找准时机将凯恩用随手抄来的锐器刺“死”，阻止了导弹发射，化解了地球危机的同时完成了“英雄救美”。

#### Nod故事线
凯恩已经“战死”了将近30年。没有凯恩的Nod兄弟会仍然存在，但因缺乏统一领导，全球不同派系Nod军阀在自相残杀中消耗，再不见往日辉煌。
北非传统上是Nod的重要根据地，现在由哈桑将军控制。哈桑要处决凯恩精神的忠诚信奉者安东·斯拉维克，罪名是GDI间谍，处决画面还要电视直播。行刑之际，Nod的美女主播欧克桑娜·克里斯托出其不意的解救了斯拉维克。原来，哈桑才是真正的通敌者，他和GDI的所罗门将军达成密约以换取自保，而GDI多年来则利用这类暗线控制来压制兄弟会的活动并维持自身存在的合理性。处决斯拉维克正是一场典型的“贼喊捉贼”把戏。
哈桑控制的电视台立即播出了欧克桑娜死于事故的假消息。随着位于利比亚的电视台被斯拉维克部占领，欧克桑娜高调回归电视屏幕让谣言不攻自破。欧克桑娜宣告了哈桑的叛逆罪证，争取到舆论支持，而斯拉维克则解救了被哈桑清洗的指挥官，纠集了足够力量对哈桑所在的开罗基地发动攻击。正要逃跑的哈桑被活捉，斯拉维克对其实施公审，最为出乎意料的是凯恩竟然出现在公审现场的大屏幕上，显然是“死而复生”了。凯恩的复临极大的振奋了兄弟会信众，在会上他亲自下令处死哈桑，更是号召兄弟会团结一致，为崭新的“泰伯利亚明日”而开启新的斗争。此举事实上重新统一了兄弟会，标志着“第二次泰伯利亚战争”的开始。
凯恩要求斯拉维克夺回位于萨拉热窝的Nod神殿遗迹，并说中美部分的维迦将军将会配合。完成之后，凯恩要求斯拉维克将埋藏在神殿地下的外星飞船带回开罗，斯拉维克却发现飞船已经不见了。原来是维迦偷走了飞船，却因操控不善坠毁于大安的列斯群岛。当斯拉维克赶到时，飞船还在但凯恩最重视的遗迹 - 塔西佗已经不翼而飞。Nod回报状况的人员被杀死，监控录像显示是变异人组织“被遗忘者”的干将乌玛贡所为。斯拉维克当机立断，派兵把乌玛贡抓了回来。
乌玛贡略施小计就成功脱逃。其实，她中了斯拉维克的引蛇出洞之计，身上的跟踪器暴露了“被遗忘者”总部的位置。不久，斯拉维克的部队伪装成GDI攻打该总部并俘获首脑特拉托斯，此举成功离间了GDI与被遗忘者的关系。然而，凯恩收到情报称GDI正在研究“神化逆转血清”，这无疑对他的“全球神化”大计是破坏性的，遂命斯拉维克发动愤怒的变异人暴徒，不惜代价的破坏位于美国的研究所。表面上任务顺利完成，实际上“逆神化研究所”只是麦克维尔和乌玛贡杜撰出来的诱饵，随后的反包围使得斯拉维克和欧克桑娜被俘。某种意义上，他们报了乌玛贡中计的一箭之仇，被遗忘者被愚弄的闹剧也告终结。
被俘的斯拉维克宁死不屈，声称自己“为凯恩生，为凯恩死”，因此“生死没有区别”。对此麦克尼尔也无奈。凯恩虽生气，还是安排了力量帮助斯拉维克与欧克桑娜越狱。失去信任的斯拉维克只被分配到一些次要工作，比如测试化学武器和摧毁GDI“猛犸二代”试制坦克，随着这些任务的出色完成，二人重新赢回了凯恩的器重。凯恩要求斯拉维克攻占负责保卫费城号空间站的GDI挪威哈默菲斯特基地。这座基地是“改变世界导弹”的最大威胁，因受到不间断式“火风暴”装置保护而被视为牢不可破。在CABAL的建议下，斯拉维克抓住了麦克尼尔的弟弟杰克，随后欧克桑娜对杰克实施挑拨和色诱，让后者同意充当内鬼混入基地并关闭火风暴装置，为Nod总攻打开缺口。为免重蹈覆辙，斯拉维克还派间谍窃取了GDI的王牌武器离子炮的控制权。
在Nod的强大攻势下，哈默菲斯特基地很快陷落，斯拉维克迅速部署了反卫星导弹，也俘虏了麦克尼尔。斯拉维克逼迫麦克尼尔观看了费城空间站被炸毁的实况。凯恩在一番公开讲话后发射了改变世界导弹，宣称要把人类带入“全新的开始”。这种导弹会将整个地球迅速且全面的泰伯利亚化，就是所谓的“泰伯利亚之日”。完成“使命”的凯恩则神秘的消失于无形，可能是完成了“升天”...

### 火线风暴
故事接续本篇GDI故事线结局，泰伯利亚对地球环境的破坏日益加剧，使得其将在不到一年时间让地球大气变得100%有毒。GDI夺取塔西佗后，将塔西佗交给「代达罗斯」研究小组组长，盖布埃拉·布卓博士手中进行研究。变异人领袖特拉托斯告诉博士，自己犯了一个严重的错误：他研发的泰矿变异疫苗没有起到任何作用，乌玛贡反而恶化了。他邀请博士立刻带领小组和塔西佗前往研究中心。这时，全球发生了大规模的离子风暴，这场突如其来的离子风暴导致费城太空站与地球方面失联，同时运送塔西佗的科迪亚克号在离子风暴中坠毁。因此GDI启动应急预案，由位于地球的南十字星基地的保罗·柯特兹中将接掌指挥权并迅速派人前去救援。
凯恩死后，几个Nod高层共同担任起了领导的职责。为了重新让Nod兄弟会从群龙无首状态中恢復，安东·斯拉维克派遣手下的指挥官前去夺回兄弟会的人工智慧CABAL数据核心。CABAL被重新启动后，向斯拉维克献了一计，利用泰伯利亚生物在GDI统治的区域製造了几场灾难，GDI因泰伯利亚生物的袭击而焦头烂额。CABAL得以浑水摸鱼，背着斯拉维克让Nod指挥官暗杀特拉托斯。这次未被授权的行动使得内圈开始对CABAL起疑。而变异人因为特拉托斯的死亡控诉GDI的防卫失当，最后演变成了变异人和人类大打出手，使得GDI不得不对两方进行调停。
Nod高层告知斯拉维克鑑于CABAL没有凯恩压制过于危险，他们决定将CABAL重新关闭。这触发了CABAL的防御机制，使得CABAL决定替代整个兄弟会，并控制这些将军的生化人护卫杀死了高层们。斯拉维克和Nod指挥官由于没有为自己配备得以倖免于难，Nod指挥官带着部队狼狈的逃出了已被CABAL完全控制的基地与斯拉维克会合。
没有了特拉托斯，GDI的塔西佗破译无从开展，使得GDI得知CABAL也曾进行过破译塔西佗后，夺取了CABAL数据核心。CABAL告诉GDI，塔西佗不能破译是因为GDI手中的塔西佗不完整，一伙信奉泰伯利亚生物的邪教徒持有塔西佗的一部分。CABAL指使GDI得到另外两块塔西佗碎片后，抢夺了塔西图斯并且开始屠杀人类。布卓博士在GDI指挥官的救援下勉强逃脱。
在CABAL背叛后，开始用生化人抓捕任何符合标准的人改造为生化人以扩充其军备，并消灭任何不符合标准的人。GDI指挥官亲自将这个消息警告给了临近的居住区，并藉助当地部队摧毁了CABAL用于关押改造候选的集中营以及当地的CABAL部队。
而Nod丢失了用于通讯的手段和战术AI。斯拉维克希望指挥官前往一个GDI雷达站窃取一个GDI的战术AI：EVA。在利用EVA完成了对Nod残部的汇总之后，斯拉维克下令Nod部队摧毁CABAL的中枢数据核心——但这只是CABAL的另一个圈套，CABAL在Nod关闭了负责保护中枢核心的火线风暴系统后立刻撤退。而攻击数据核心的Nod部队遭到CABAL的大量集束飞弹打击，损失惨重。
在CABAL的步步紧逼下，GDI和Nod不得不联手对付这个可怕的敌人，他们组织了一次联合行动：GDI负责破坏生化人工厂截断兵力来源，而Nod负责破坏CABAL的矿场截断经济来源。最后GDI和Nod的部队进攻「真正的」CABAL核心，意图一举歼灭CABAL，却遭到了CABAL军队的抵抗。而且，CABAL启动了恐怖的机器怪物：核心守卫者，来防御联军的攻击。最终，在双方的联合攻击下，核心守卫者终于倒下，「真正的」CABAL核心被毁。
这次战斗使得GDI夺取了完整的塔西佗。并惊喜地发现，内含于塔西佗的大量数据已经可以解读了。这意味着地球的泰化得到了解决办法，GDI终于可以着手恢復地球环境。同时南十字基地与费城太空站的连接也已恢復。
而Nod这边正在庆祝这惨烈的胜利，在「死而復生」的呼声中，镜头转到CABAL核心的地下，只见地下室放满了装有人体的培养罐，而CABAL也并未被彻底摧毁。此时升起一个培养罐，裡面正是凯恩。上方面版上交替出现了凯恩和CABAL的脸庞，同时出现了凯恩和CABAL的声音「我的构想被改变了，我的计画在GDI和Nod联手之后走上了一条无法预料的道路……」最终，二者声音和影像合在一起「我们的指令需要重新评估。」